# Val Valentino
Pour les articles homonymes, voir Valentino.
Val Valentino, de son vrai nom  Leonard Monatono, né le 14 juin 1956 à Los Angeles, est un prestidigitateur américain.

## Biographie
Il est notamment connu pour avoir dévoilé des « secrets » d'illusionnistes dans l'émission Breaking the Magicians' Code: Magic's Biggest Secrets Finally Revealed sous le nom de the Masked Magician.